# Newa

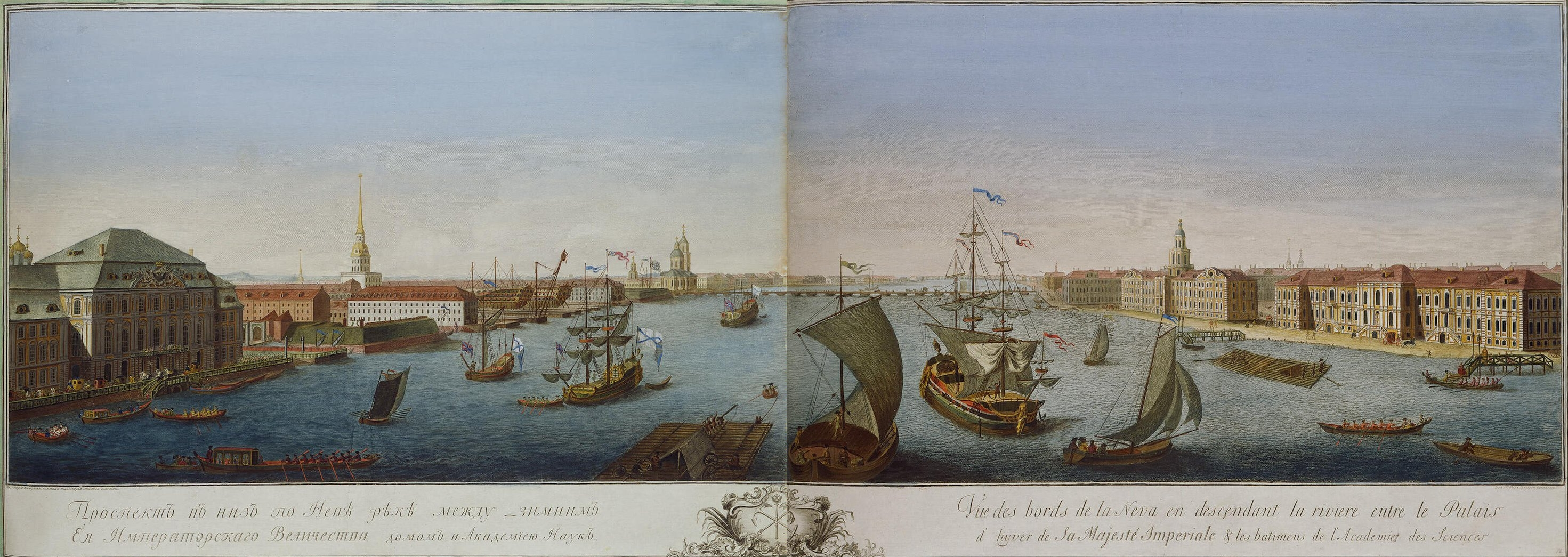
Newa w Sankt Petersburgu w 1753 r.

Newa (ros. Нева, Niewa) – rzeka w europejskiej części Rosji, długość 74 km; wypływa z jeziora Ładoga i uchodzi do Zatoki Fińskiej w Sankt Petersburgu.
Dorzecze Newy oprócz stosunkowo niewielkiego fragmentu między Ładogą a Bałtykiem obejmuje całą zlewnię Ładogi, do której uchodzą m.in. Swir, Wołchow i Vuoksi, stąd rzeka pomimo niewielkiej długości należy, ze średnim przepływem ponad 2500 m³/s, do kilku największych w Europie, a z rzek uchodzących do Bałtyku – ma przepływ największy.
Na ujściowym odcinku na obszarze Sankt Petersburga tworzy deltę, dzieląc się na liczne ramiona.
Wylewy Newy wielokrotnie powodowały powodzie (m.in. w 1824, 1924 i 1965). Rzeka stanowi część Kanału Wołżańsko-Bałtyckiego.